# Chaoyangopteridae
De Chaoyangopteridae zijn een groep van uitgestorven pterosauriërs, behorend tot de groep van de Azhdarchoidea, die leefde tijdens het Krijt.
Een familie Chaoyangopteridae werd in 2008 benoemd door David Unwin en Lü Junchang. Het concept was bedoeld als een klade (monofyletische afstammingsgroep) die gedefinieerd werd als: de groep bestaande uit Chaoyangopterus, Shenzhoupterus, hun laatste gemeenschappelijke voorouder en alle taxa die nauwer verwant zijn aan deze klade dan aan Tapejara, Tupuxuara of Quetzalcoatlus. Kennelijk lag het in de bedoeling de klade automatisch een nodusklade te laten worden als mocht blijken dat alle drie bij de stamklade uit te sluiten soorten onverwacht van de laatste gemeenschappelijke voorouder van Chaoyangopterus en Shenzhoupterus af zouden stammen. In 2014 gaf Brian Andres een minder omzichtige definitie: de groep bestaande uit Chaoyangopterus zhangi Wang & Zhou 2002 en alle soorten die nauwer verwant zijn aan Chaoyangopterus dan aan Quetzalcoatlus northropi Lawson 1975. Vermoedelijk verschilt deze niet materieel van de eerdere definitie.
De naam is afgeleid van Chaoyangopterus, die zelf weer genoemd is naar Chaoyang. Als synapomorfieën (gedeelde afgeleide kenmerken) van de groep worden genoemd: het bezit van een slechts smalle beenrand die vanuit de premaxilla de voorste begrenzing van de fenestra nasoantorbitalis (de samengroeiing van het neusgat en de schedelopening vóór de oogkas) vormt en het doorlopen van deze schedelopening tot achter het kaakgewricht.
Als bekende tot deze klade behorende soorten werden aangegeven: Chaoyangopterus, Jidapterus, Eoazhdarcho, Eopteranodon, de in dezelfde publicatie benoemde Shenzhoupterus en mogelijk een op dat moment nog onbeschreven pterosauriër uit de Cratoformatie van Brazilië. De laatste soort werd nog in 2008 beschreven als Lacusovagus. Behalve deze Zuid-Amerikaanse vorm, bestaan alle bekende soorten uit kleine tot middelgrote Aziatische vormen uit de Yixianformatie (late Barremien) en Jiufotangformatie (vroege Aptien) van Noordoost-China.
Volgens een door Unwin uitgevoerde kladistische analyse behoren de Chaoyangopteridae in ieder geval tot de Azhdarchoidea, maar is het onzeker aan welke subgroep ze het meest verwant zijn: misschien zijn ze de zusterklade van de Azhdarchidae. Een analyse uit 2011 had als uitkomst dat ze tot de Tapejaridae behoorden en stelde een naamsverandering voor naar Chaoyangopterinae.